# Karl Ernst von Baer

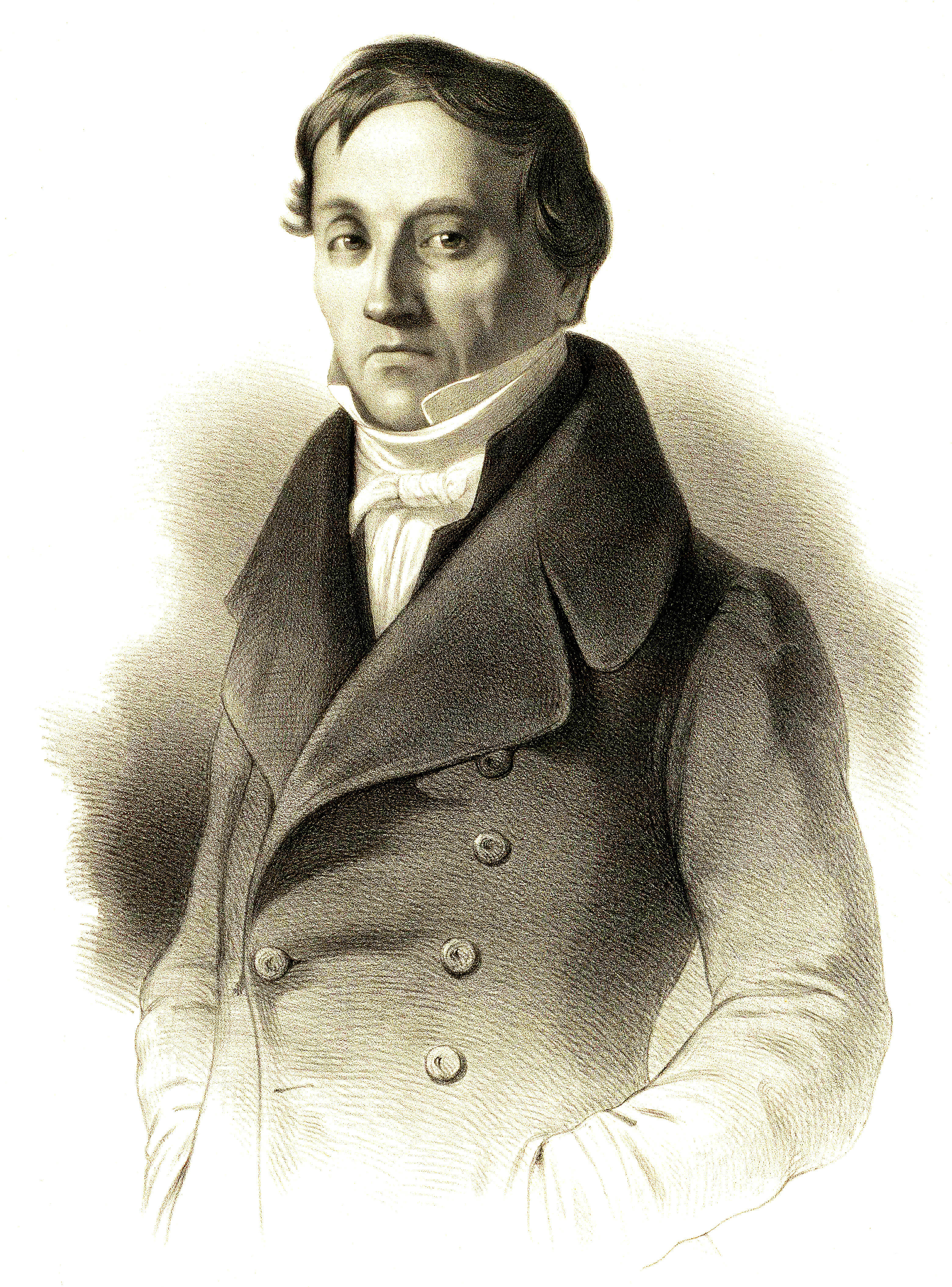
Karl Ernst von Baer, 1840

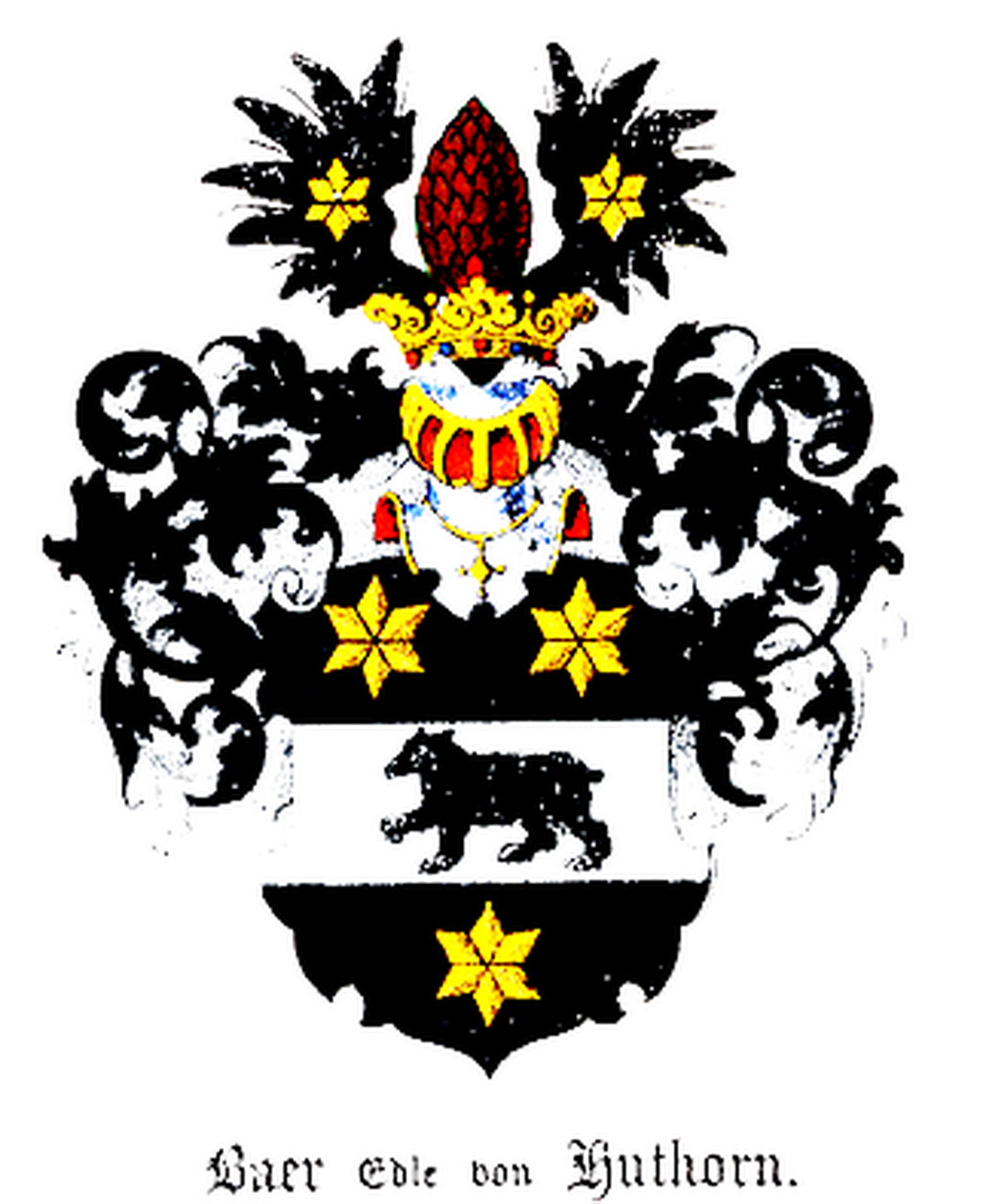
Das Familienwappen derer von Baer, Edle von Huthorn, eines aus Westfalen ins Baltikum eingewanderten Geschlechts

Karl Ernst von Baer, um 1864, zur Zeit der Abfassung seiner Selbstbiographie

Karl Ernst Ritter von Baer Edler von Huthorn (* 17. Februarjul. / 28. Februar 1792greg. auf Gut Piep (estnisch: Piibe), heute Gemeinde Rakke, in Gouvernement Estland, Russisches Kaiserreich; † 16. Novemberjul. / 28. November 1876greg. in Dorpat, Gouvernement Estland) war ein deutsch-baltischer Mediziner und Naturforscher, insbesondere Anatom, Zoologe, Embryologe, Anthropologe, Geograph und Forschungsreisender. Er wirkte als Hochschullehrer vor allem in Königsberg (Preußen) und St. Petersburg.
Von Baer entdeckte die menschliche Eizelle und formulierte die Baer-Regel der Embryonenähnlichkeit. Die unterschiedliche Erosion der Ufer an Flussbiegungen erklärte er durch die Corioliskraft, was aber in neueren Forschungen nicht bestätigt werden konnte. Er gilt als einer der bedeutendsten Naturwissenschaftler des 19. Jahrhunderts und wird wegen seiner wissenschaftlichen Leistungen auf zahlreichen Gebieten manchmal auch als der „Alexander von Humboldt des Nordens“ bezeichnet.
Sein botanisch-mykologisches Autorenkürzel lautet „Baer“.

## Leben und Wirken

### Ausbildung
Karl Ernst von Baer (auch Carl von Baer), der Sohn des estländischen Rittergutsbesitzers und Landrats Johann Magnus von Baer (1765–1825) und von Julie Marie von Baer (1764–1820), Tochter eines russischen Offiziers, besuchte von 1808 bis 1810 die deutschsprachige Domschule in Reval, dem heutigen Tallinn. Anschließend studierte er bis 1814 Medizin an der damals ebenfalls deutschsprachigen Kaiserlichen Universität Dorpat. Sein wichtigster Lehrer war hier der aus Leipzig stammende Anatom und Physiologe Friedrich Burdach, der ihn später als Mitarbeiter nach Königsberg holte. Seine Medizinstudien setzte Baer nach dem Doktorat (über endemische Krankheiten der Esten: De morbis inter esthonos endemicis, 1814) in Wien und später (1815/1816) in Würzburg fort, wo der Anatom Ignaz Döllinger ein wichtiger Anreger für ihn wurde. In Wien wurde Baer klar, dass er nicht als Arzt, sondern als Naturwissenschaftler arbeiten wollte, in Berlin vervollständigte er 1816/17 seine naturwissenschaftliche Ausbildung. 1816 nahm er eine Stelle als Prosektor bei Burdach an der Universität Königsberg an und wurde dort auch habilitiert. Von 1817 bis 1834 lebte Baer in Königsberg; es war seine wissenschaftlich produktivste Zeit. Er war u. a. mit dem Astronomen Friedrich Wilhelm Bessel befreundet und stand mit bedeutenden Wissenschaftlern in Briefwechsel, z. B. mit dem Entdecker der „Kiemenanlagen“ beim Menschen, Martin Heinrich Rathke oder mit Alexander von Humboldt, dem er später einen würdigenden Nachruf widmete.

### Familie
1819 heiratete Baer in Königsberg Auguste von Medem (1791–1864) aus Rastenburg, Tochter der Juliane Walter und des Majors und Kreissteuereinnehmers Hans von Medem. Aus dieser Ehe gingen sechs Kinder hervor. Seine heutigen Nachfahren sind die Kinder und Enkelkinder der beiden Söhne Alexander (1826–1914) und Hermann (1829–1886) Im Hochzeitsjahr wurde Baer zum außerordentlichen Professor ernannt, zwei Jahre später übernahm er vom Königsberger Universalgelehrten Karl Gottfried Hagen das Ordinariat für Zoologie, 1826 auch das für Anatomie.

### Embryologische Forschungen

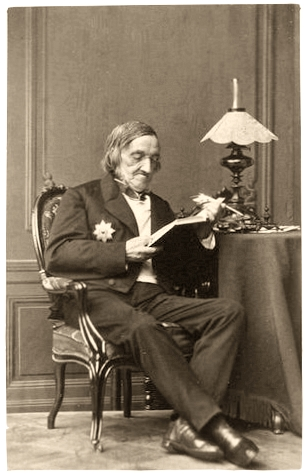
Karl Ernst von Baer, 1865

Zu den Leistungen von Baers, der sich in den ersten Jahren seiner Laufbahn überwiegend der Embryologie widmete, gehören
- die Entdeckung der menschlichen Eizelle im Jahre 1827,
- die Begründung der vergleichenden und menschlichen Embryologie auf Grundlage des Keimblattkonzeptes,
- die Erstbenennung der Spermatozoen,
- die Erkenntnis der Chorda dorsalis als eines grundlegenden, homologisierbaren Merkmals aller Wirbeltiere und
- eine systematische Kritik an der Rekapitulationsthese.

In Königsberg begann Baer seine Forschungen zur Embryologie, die ihn 1827 zur Entdeckung der Eizelle, eigentlich des Eies, von Säugetieren, insbesondere auch des Menschen, führten. (Von einer Eizelle kann erst nach der Formulierung der Zelltheorie durch Schleiden und Schwann 1838/39 die Rede sein.) Damit konnte Baer eine jahrhundertelang währende Suche nach dem „menschlichen Ei“ erfolgreich abschließen. Diese seine bedeutendste Entdeckung gab er noch im selben Jahr in einem lateinisch geschriebenen Brief an die St. Petersburger Akademie der Wissenschaften bekannt (De ovi mammalium et hominis genesi, Leipzig 1827) und 1828 in einem deutschen Aufsatz (Commentar, in Heusingers Zeitschrift für organische Physik) bekannt. Am 23. September 1828 demonstrierte Baer das Säugerei dem wissenschaftlichen Publikum bei der Versammlung deutscher Naturforscher und Ärzte in Berlin. Den Ausdruck „Spermatozoon“ (griechisch für Samentier, Samenlebewesen) verwendete Baer erstmals 1826. Die fertile Funktion dieser „Lebewesen im Sperma“ hielt er damals für (noch) unbewiesen.
Baer beschrieb 1828 als erster die Chorda dorsalis, von ihm Rückensaite (später Wirbel- oder Spinalsaite) genannt, als gemeinsames Merkmal der Wirbeltiere (bzw. der später so genannten Chordatiere): „Diese Saite ist nicht nur die Axe, um welche sich die ersten Theile des Embryo bilden, sondern auch der wahre Maaßstab für den ganzen Leib und alle Hauptsysteme.“ (so Baer 1828). Diese Begriffsbildung bedeutete auch die Ausdehnung des Verwandtschaftsverhältnisses des Menschen bis hin zu den Neunaugen, ein  genialer und darum so fruchtbarer Gedanke.
Baers embryologische Forschungen sind in seiner zweibändigen Monographie Über Entwickelungsgeschichte der Thiere (1828/1837) niedergelegt, einem Buch, dem noch der englische Nachruf von 1876 zugestand, es sei das wichtigste biologische Buch des 19. Jahrhunderts. Baer zeigte in diesem Werk, das neben Säugetieren und Vögeln auch Reptilien, Amphibien, Fische und Wirbellose einbezieht, dass die Embryonalentwicklung bei Tier und Mensch von allgemeineren zu immer spezifischeren Merkmalsausprägungen fortschreitet (Baersche Regel). Hatte Christian Heinrich Pander die Keimblätter und ihre Entwicklung ab 1817 nur am Huhn demonstriert, dehnte Baer damit das Modell auf das Tierreich aus. Dabei erscheinen in der Embryonalentwicklung zuerst die Wirbeltiermerkmale (etwa die Chorda dorsalis), dann die eines Vogels, danach die eines Hühnervogels, zuletzt die eines Haushuhns. Dieses Gesetz einer zunehmenden Differenzierung steht in striktem Gegensatz zur Idee einer Rekapitulation, wie sie von Lorenz Oken, Friedrich Meckel d. J. und vielen anderen vertreten wurde. Korrespondierende Entwicklungsstadien zwischen verschiedenen Tiergruppen gibt es dabei nicht, ein Wirbeltier z. B. erscheint bereits von Anfang an (nämlich mit dem Auftreten der Chorda) als Wirbeltier, niemals aber als „Wurm“, Mollusk oder ähnliches. Baer übte also (vor allem im 5. Scholion der Entwicklungsgeschichte, 1. Bd.) vehemente Kritik an dieser Rekapitulationshypothese, die später von Ernst Haeckel zur biogenetischen Grundregel weiter entwickelt wurde. Baer gab in seiner Entwickelungsgeschichte der Thiere außerdem die erste Beschreibung der Entwicklung des Amnion, eine Darstellung der Entwicklung der Gehirnbläschen und der primären Augenbläschen aus dem Gehirn. Mit diesem Werk hatte Baer, so der Biologie-Historiker Adolf Erik Nordenskiöld, „die moderne Embryologie geschaffen“. Für den Anatomen Albert Kölliker war das Werk das Beste, „was die biologische Literatur nicht nur aller Zeiten, sondern auch aller Völker hervorgebracht“ habe.

### Akademische Karriere und Ehrungen

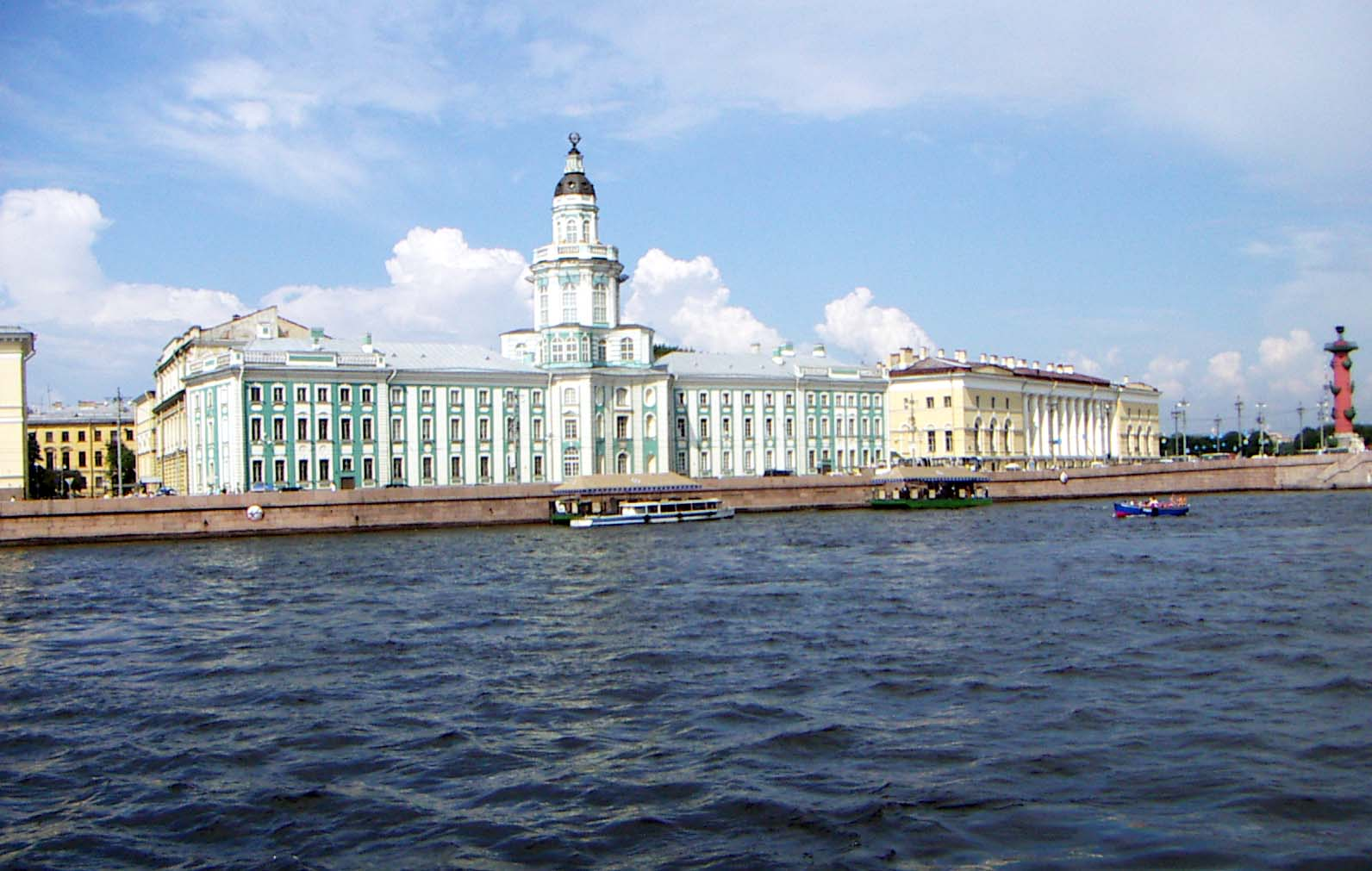
Der ehemalige Hauptsitz der Akademie an der Newa in Sankt Petersburg

Baer ging 1834 als Nachfolger seines Studienfreundes, des Embryologen Christian Heinrich Pander, an die St. Petersburger Akademie der Wissenschaften, wo er von 1834 bis 1846 als Zoologe und von 1846 bis 1862 als Anatom und Physiologe arbeitete. Hier galt er lange Zeit als „Seele der Akademie“. 1862 wurde er Berater des Ministeriums für Erziehung.
Im Jahr 1820 wurde er in die Leopoldina aufgenommen. 1832 wurde er zum korrespondierenden und 1849 zum auswärtigen Mitglied der Bayerischen Akademie der Wissenschaften gewählt. 1845 war Baer ein Gründungsmitglied der Russischen Geographischen Gesellschaft, er wurde 1849 in die American Academy of Arts and Sciences und 1851 in die Göttinger Akademie der Wissenschaften gewählt, 1859 war er Gründungspräsident der Russischen Entomologischen Gesellschaft. Der St. Petersburger Akademie der Wissenschaften gehörte er seit 1826 an. Später wurde er Ehrenmitglied dieser Akademie. Seit 1834 war er korrespondierendes und seit 1861 auswärtiges Mitglied der Preußischen Akademie der Wissenschaften, seit 1858 Mitglied der Académie des sciences und seit 1864 der National Academy of Sciences.
Nach ihm wurde die Baermoorente (Aythya baeri) benannt.

### Baers Forschungsreisen

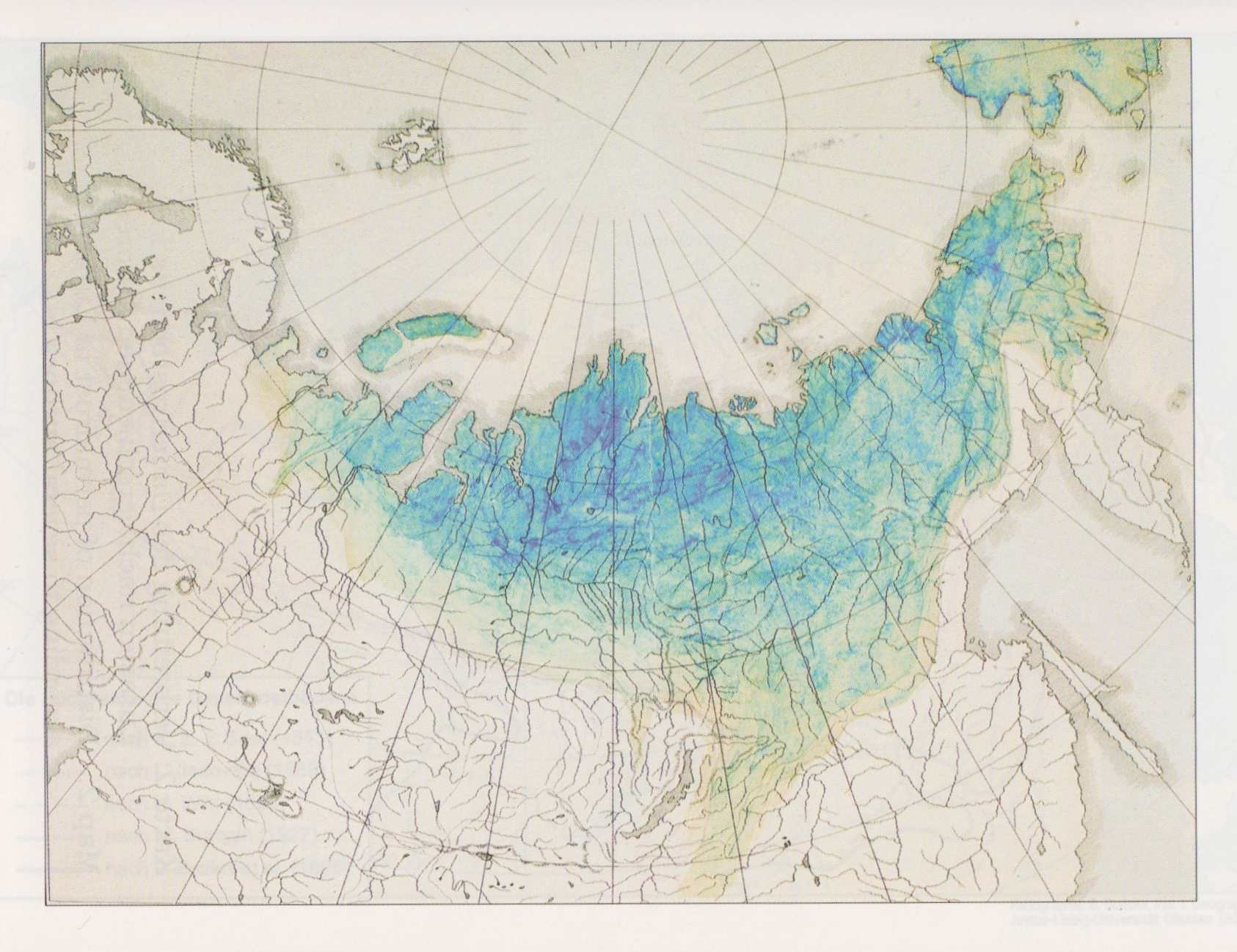
Permafrostverbreitungsgebiete in Eurasien, Karl Ernst von Baer, Faksimile von 1843.

Durch Baers Forschungsreisen hat in Russland auch die wissenschaftliche Untersuchung des Dauerfrostbodens ihren Anfang genommen. Baer erfasste schon vor 1837 aufgrund von geothermischen Beobachtungen aus einem 116,7 m tiefen Schacht in Jakutsk die Bedeutung der Permafrostforschung. Ende der 1830er Jahre empfahl er daher die Entsendung einer Expedition zur Erforschung des Dauerfrostbodens in Sibirien und schlug Alexander Theodor von Middendorff als Leiter vor. Die dabei für ihn geschriebene Expeditionsanleitung umfasste über 200 Seiten.
Seine Kenntnisse fasste Baer 1842/43 unter dem Titel Materialien zur Kenntniss des unvergänglichen Boden-Eises in Sibirien in einem druckfertigen Typoskript zusammen. Diese weltweit erste Dauerfrostbodenkunde war als Gesamtwerk konzipiert und druckfertig. Sie blieb aber rund 150 Jahre lang verschollen. Baer publizierte ab dem Jahr 1838 jedoch mehrere, einzelne Publikationen über Permafrost. Im Jahr 2001 war daher die Entdeckung und kommentierte Veröffentlichung des Typoskripts von 1843 durch die Universitätsbibliothek Gießen eine wissenschaftliche Sensation. Die Arbeit bietet eine faszinierende Lektüre, denn sowohl Baers Beobachtungen zur Permafrostverbreitung als auch seine periglazialmorphologischen Beschreibungen stimmen weitgehend noch heute. Baer zeichnete dazu eine Karte der Südgrenze des Dauerfrostbodens in Eurasien. Er erstellte auch die erste Permafrostklassifikation und legte damit den Grundstein zur Permafrostterminologie. Er unterschied „kontinentalen“ und „insularischen“ Dauerfrostboden, sah die zeitlich begrenzte Existenz von Permafrost und postulierte die Entstehung und Weiterentwicklung des Dauerfrostbodens als Ergebnis der komplexen physio-geographischen, geologischen und floristischen Standortbedingungen.
Baer hatte beobachtet, dass die Täler der großen russischen Tieflandsströme eine Asymmetrie zeigen, bei der ein – in Fließrichtung – rechtes Hochufer von einem linken Flachufer begleitet wird. Er deutete seine Beobachtung durch den Einfluss der Corioliskraft auf das fließende Wasser und formulierte diese These als allgemeines Gesetz, was jedoch in der Folge nicht unumstritten blieb.
1837 sammelte Baer Tiere und Pflanzen auf Nowaja Semlja, einer Inselgruppe im arktischen Eismeer, wo er auch übersommerte. Auf weiteren Expeditionen erforschte er Spuren der Eiszeit an der Südküste Finnlands (1838/1839). An den Nordmeerküsten, am Kaspischen Meer und im Kaukasus untersuchte er 1851 bis 1856 die Fischerei und die Fischbestände. Diese Untersuchungen führten 1856 zum ersten Gesetz zum Schutz der Fischbestände in Russland. Mit seinen Eismeer-Untersuchungen wurde Baer auch einer der Begründer der wissenschaftlichen Arktisforschung.

### Arbeiten zu Anthropologie und zum Darwinismus

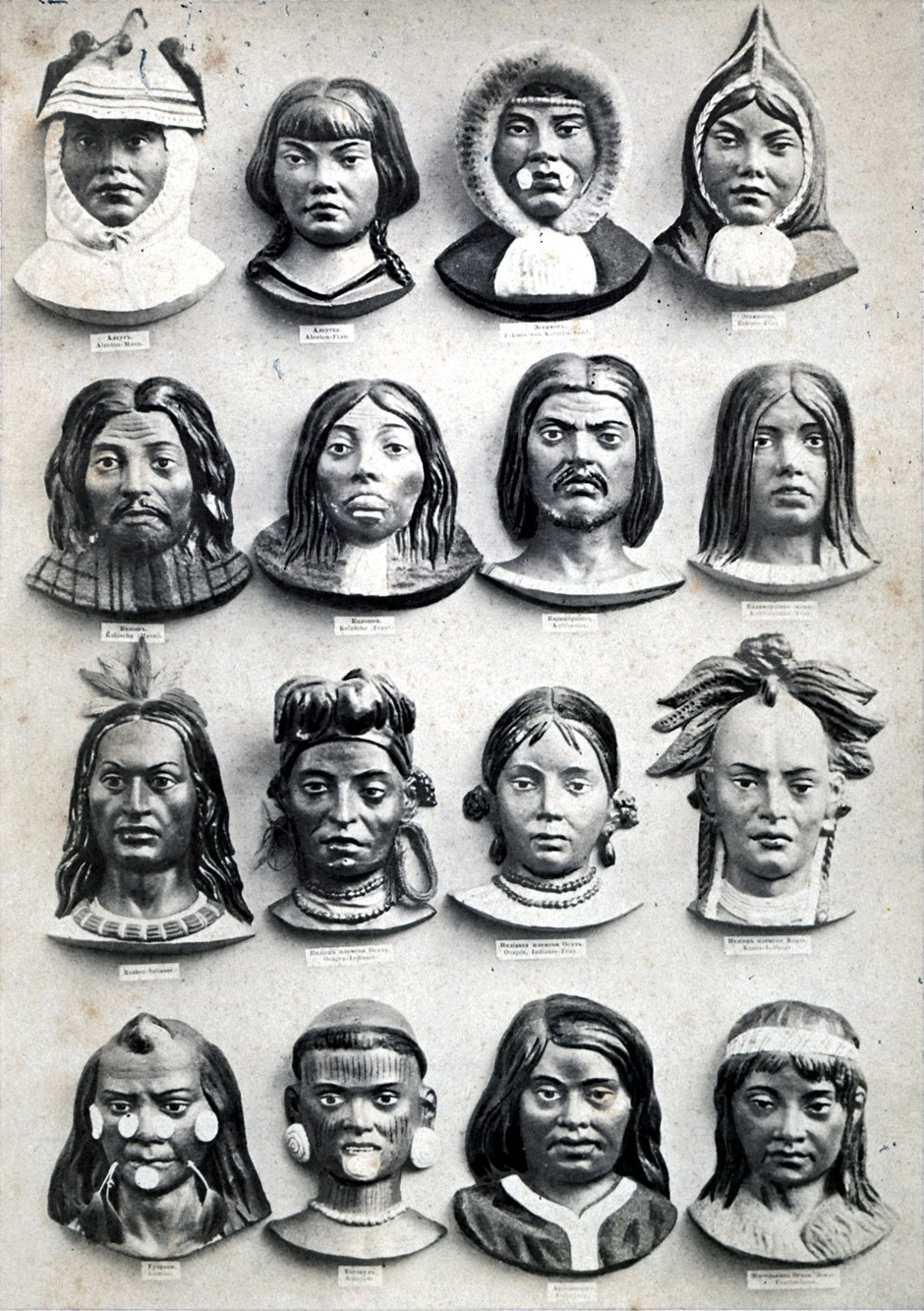
Haupttypen der verschiedenen Menschenrassen in den fünf Weltteilen. St. Petersburger Nachrichten, 1862

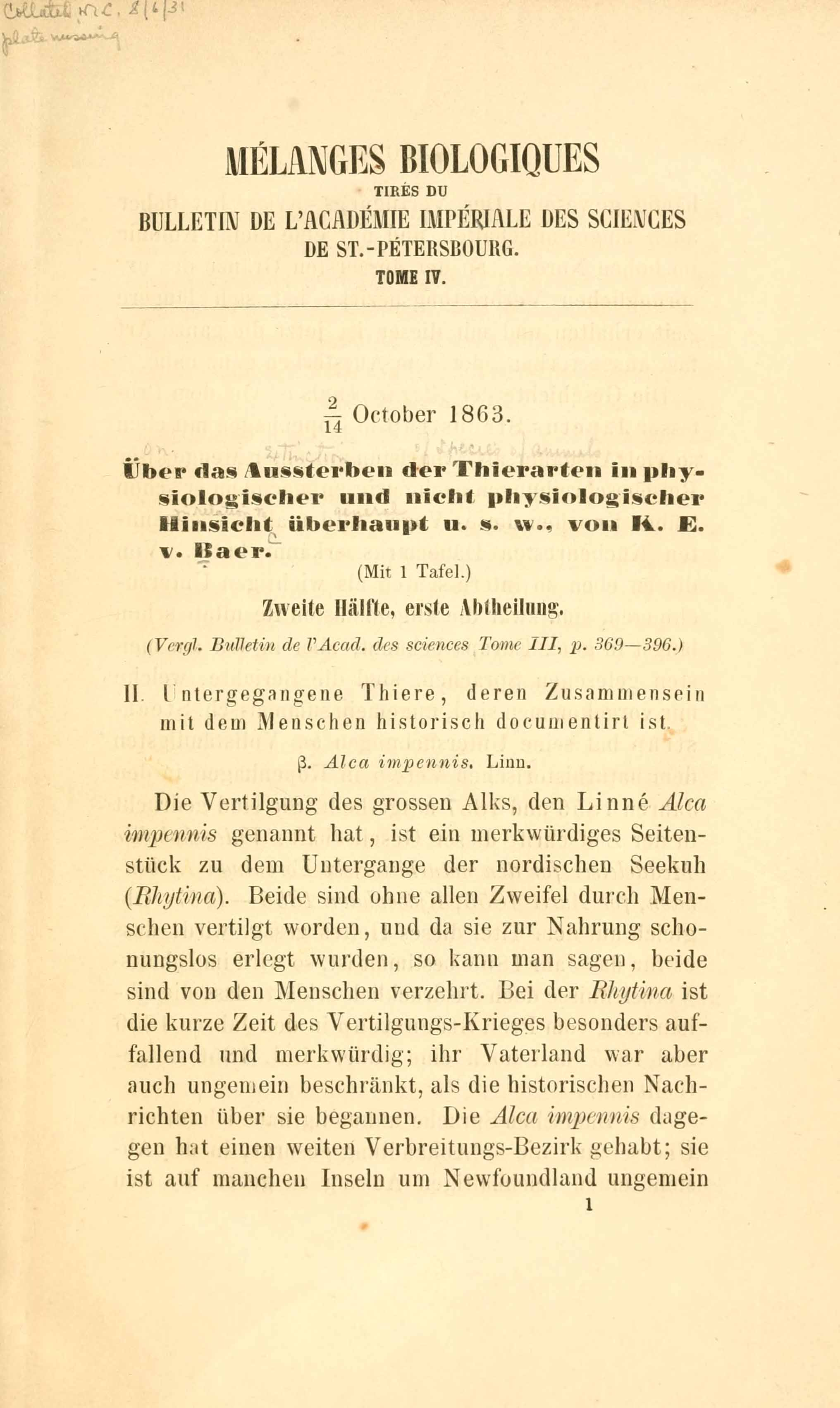
Über das Aussterben der Thierarten in physiologischer und nicht physiologischer Hinsicht überhaupt, 1863

In Sankt Petersburg wandte sich Baer der Anthropologie, Geographie, Ökologie und Fischereikunde zu. Gemeinsam mit Gregor von Helmersen gründete er 1839 die erste naturwissenschaftliche Bücherreihe Russlands, die deutschsprachigen Beiträge zur Kenntniss des Russischen Reiches (Sankt Petersburg 1839–1900, insgesamt 45 Bände).
Vor Darwin und angeregt durch Pander, der bereits in den 1820er Jahren eine unbeschränkte Umbildung der Arten für möglich gehalten hatte, stellte Baer Überlegungen zur Evolution an. In seinem Aufsatz Über Papuas und Alfuren (1859) sprach er sich gegen die Artkonstanz und für eine Umbildung der Arten in einem gewissen Rahmen aus. Einer Entstehung von neuen Typen durch Evolution stand er ablehnend gegenüber, und die Frage nach dem Ursprung des Menschen sah er als wahrscheinlich nie lösbares Problem an. Seine Vorstellungen präsentierte er 1859, kurz vor der Veröffentlichung von Darwins Origin of Species, auf einer Englandreise u. a. Thomas Henry Huxley, mit dem er befreundet war, und von dem er noch 1882 mit Darwin verglichen wurde: „Von Bär was another man of the same stamp as Darwin.“
1861 organisierte er mit Rudolf Wagner in Göttingen den 1. Anthropologenkongress, bei dem die Schädelvermessung beim Menschen standardisiert werden sollte. Dabei beschäftigte er sich mit historischen und rezenten Schädel und baute die Petersburger kraniologische Sammlung aus.
Baer äußerte sich zuerst in der russischen Zeitschrift Naturalist (1865–1867) und danach in der Augsburger Allgemeine Zeitung (1873) öffentlich und kritisch zum Darwinismus. In seinem 250 Seiten umfassenden Aufsatz Über Darwins Lehre (1876) kritisierte Baer weniger Charles Darwin und das Konzept einer Evolution, wie oft behauptet wird, als vielmehr die Selektionstheorie, die als Erklärungsmodell dienen sollte, Huxleys Konzept der Affenverwandtschaft des Menschen und die weitreichenden weltanschaulichen Schlussfolgerungen, die aus der Evolutionstheorie gezogen wurden. Den Darwinismus sah er als innovative Forschungshypothese an, eine Abstammung des Menschen von affenähnlichen Formen, den Verzicht auf Teleologien in der Naturerklärung und weitreichende „evolutionistische“ Schlussfolgerungen lehnte er ab.
Ambivalenz und Faszination gegenüber der Evolutionstheorie fasste Baer 1876 selbst so zusammen:
„Zuvörderst habe ich das ungewöhnliche Glück, dass ich sowohl als Förderer der Darwinschen Lehre, wie auch als Gegner derselben angeführt werde. In der Tat glaube ich für die Begründung derselben einigen Stoff geliefert zu haben, wenn auch die Zeit und Darwin selbst auf das Fundament ein Gebäude aufgeführt haben, dem ich mich fremd fühle.“

### Lebensabend

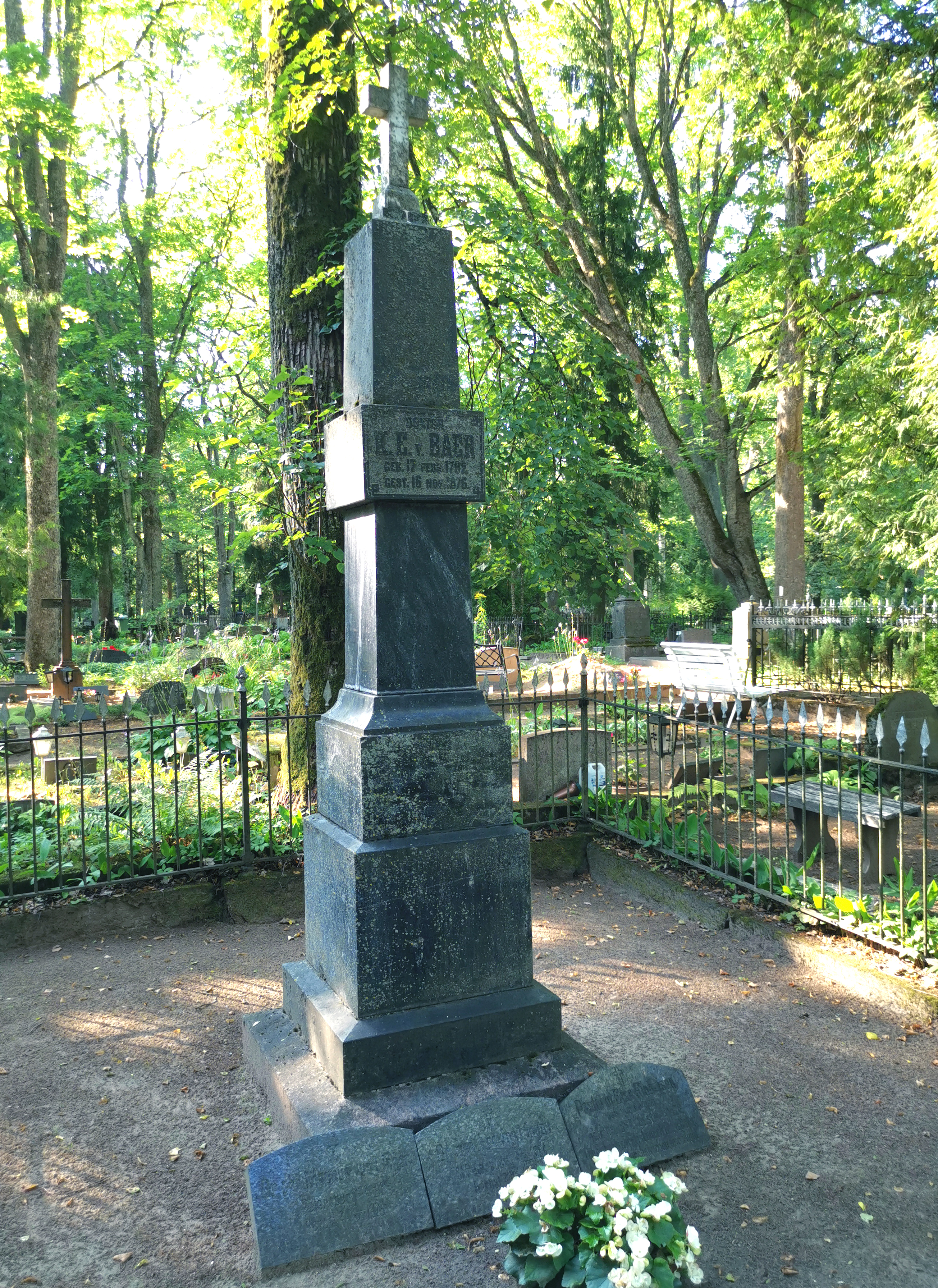
Grab auf dem Friedhof Tartu (Raadi kalmistu)

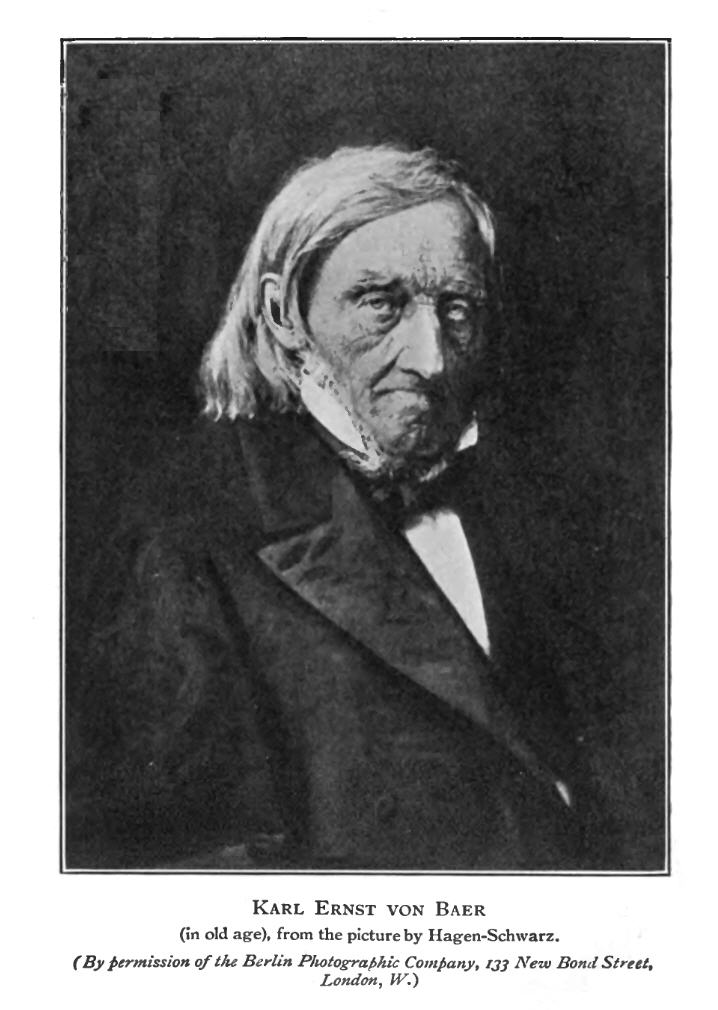
Baer im Alter. Nach einem Gemälde von Julie Wilhelmine Hagen-Schwarz, 1867

Baer förderte jüngere Wissenschaftler und Mediziner, so neben Nikolai Iwanowitsch Pirogow auch Ilja Iljitsch Metschnikow und Alexander O. Kowalewski. Mit letzterem kam es zu einer Auseinandersetzung über die Evolution der Seescheiden (Aszidien), die Kowalewski als Verwandte der Wirbeltiere ansah, was Baer bestritt. Trotzdem erkannte Baer Kowalewski und Metschnikow die 1869 gestiftete Baer-Medaille zu, die für bedeutende Leistungen auf dem Gebiet der Embryologie vergeben wurde.
Von 1867 bis zu seinem Tod 1876 lebte Baer in Dorpat, der Stadt, in der er einst studiert hatte. Hier beschäftigte er sich mit dem Darwinismus und verfasste zahlreiche Aufsätze (z. T. in Buchlänge) zu biologischen, anthropologischen, wissenschafts- und kulturgeschichtlichen Themen, z. B. zur antiken Geschichte, zu Homer und Ophir.
Baer wurde korrespondierendes Mitglied der 1869 gegründeten Berliner Gesellschaft für Anthropologie, Ethnologie und Urgeschichte. 1867 wurde ihm die bedeutende Copley-Medaille verliehen. Die baltische Studentenverbindung Estonia Dorpat verlieh ihm die Ehrenphilisterwürde. Außerdem wurde er am 17. August 1849 in den preußischen Orden Pour le Mérite für Wissenschaft und Künste aufgenommen.
Baer starb, erblindet, aber bis zuletzt wissenschaftlich arbeitend, im Spätherbst 1876 und wurde auf dem Alten Johannisfriedhof Dorpat (Raadi-Friedhof Tartu) beigesetzt. Auf dem Domberg in Dorpat wurde ihm 1886 ein Denkmal errichtet, das heute noch im Zentrum universitärer Veranstaltungen und studentischer Riten steht. Das Wohn- und Sterbehaus Baers in Tartu (Veski 4, d. h. Windmühlengasse) ist erhalten geblieben und dient heute als Museum und Forschungseinrichtung. Die in unregelmäßigen Abständen erscheinenden Bände der Zeitschrift Folia Baeriana (Tartu) beschäftigen sich seit 1975 kontinuierlich mit Baers Werk.

## Philosophische Positionen: Zwischen Teleologie und Materialismus-Kritik
Im Zentrum von Baers Denken steht der Teleologiebegriff: Naturprozesse sind durch Zweck- und Zielstrebigkeiten gekennzeichnet, modellhaftes Vorbild dabei ist die Embryonalentwicklung. Hauptkritikpunkt am Darwinismus ist dessen Nicht-Anerkennen einer nur telelogisch erklärbaren Natur. Zugleich ist Natur allerdings ständige Veränderung (der Individuen, auch der Arten, ja, des gesamten Kosmos), Beständigkeit ist nur Schein. Baers Gedankenexperiment mit veränderten Zeit- und Ablaufformen von natürlichen Prozessen hat eine lange Wirkungsgeschichte, die bis weit ins 20. Jahrhundert in Philosophie und Belletristik reicht.
Aus der Verleugnung jedes „höheren“ Zwecks speist sich auch Baers materialismuskritische Haltung, eine weitere Konstante seines Denkens. Embryonalentwicklung ist nicht zureichend kausal-mechanisch erklärbar, sondern strebt von Beginn an ein Ziel (sc. den ausgebildeten Organismus) an. Auch seelische Phänomene oder geistige Prozesse – von Baer „Sehnsucht nach Unsterblichkeit“ genannt – sind nicht materialistisch erklärbar. „Glücklicherweise ist dafür gesorgt“, so Baer, „daß diese unwürdige und selbstmörderische Richtung“ [des Materialismus] „nicht allgemein und beliebig werden kann.“' Hier stand Baer dem in den Materialismusstreit 1854 verwickelten Anatomen Rudolf Wagner nahe, dessen Offenbarungsglauben er aber ablehnte. Die moderne Naturwissenschaften begründeten für Baer nicht den Materialismus, sondern führten im Gegenteil zur Anerkennung „idealistischer“ Positionen. Zugleich insistiert Baer aber auch auf der Ablehnung von „metaphysischer“ Naturerklärung: der von ihm proklamierte „Urgrund“ der Natur ist der Erforschung nicht zugänglich.

## Beurteilungen, Nachrufe, Kritik

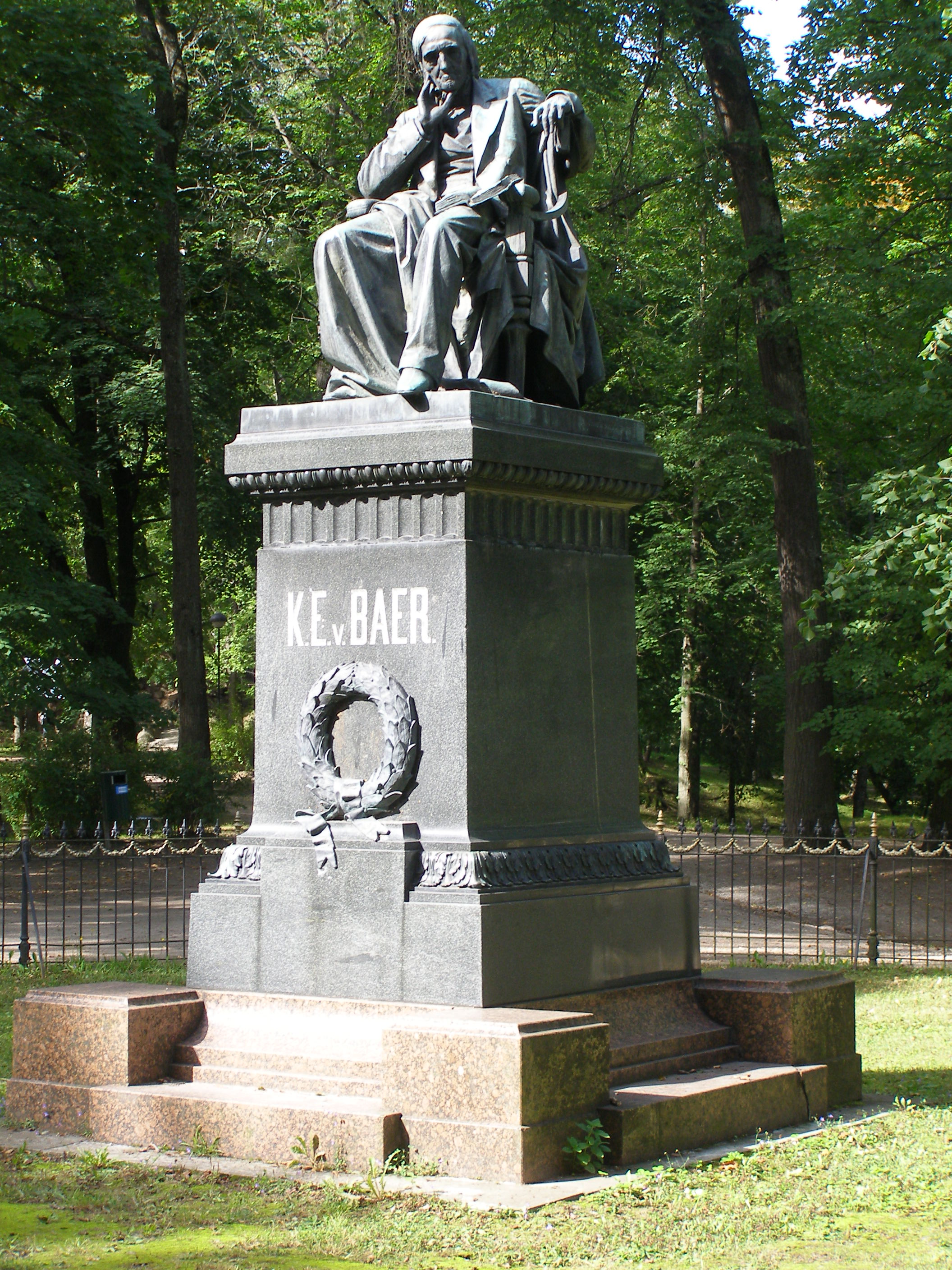
Statue Baers auf dem Domberg von Tartu (Dorpat), Estland (ein Werk von A. M. Opekuschin)

Baer ist wegen seines Ruhmes, seines umfangreichen Werks und seiner Leistungen auf unterschiedlichen wissenschaftlichen Gebieten für zahlreiche, einander ausschließende Positionen als „Atheist“ (so Boris Jewgenjewitsch Raikow) oder auch „Fundamentalist“ (so Olaf Breidbach in seiner Einleitung zum Nachdruck der Baerschen Werkausgabe) reklamiert worden. Für Evolutionstheoretiker gilt er als ihr Mitbegründer, Gegner, Förderer oder Kritiker. Einigkeit bestand dagegen in der allgemeinen Hochschätzung seiner wissenschaftlichen Arbeiten:
- A new and great ally for you. Thomas Henry Huxley an Darwin, 1860.[28]
- Der Größte unter den Naturforschern unserer Zeit, einer der Größten, welche jemals gelebt haben. Georg Dragendorff (1836–1898), Pharmazeut, 1876.
- A founder of modern embryology, a naturalist of first order, an uncompromising opponent of Darwinism. Anonymer Nachruf in den Proceedings of the American Academy of Arts and Sciences, 1876.
- Ein wissenschaftliches Universalgenie, größer als Carl von Linné oder Georges Cuvier. Emil Rosenberg (1842–1925), Anatom und Biologe.
- Baers Verteidigung der Zweckmäßigkeit der Natur, seine Lehre von der Entwicklung des Organismus aus inneren Ursachen, seine Kritik des Darwinismus, seine Anerkennung des Geistes im Menschen und in der Natur, sein vitalistisch gerichtetes Denken, seine Bekämpfung des Materialismus, seine hohe Achtung und Wertschätzung der Religion fanden seinerzeit energische Ablehnung oder höhnischen Spott. Das ist heute anders geworden. Remigius Stölzle (1856–1921), Philosoph und Philosophiehistoriker, 1907.
- Ich möchte manchem, der heute, nachdem er so ein bißchen hineingerochen hat in Haeckels, in Darwins Bücher, raten, bevor er daran geht, eine Filiale für einen Monistenverein zu gründen, mancherlei anderes vorher zu tun: so zum Beispiel wenn Haeckel Ernst von Baer anführt, selber einmal Karl Ernst von Baer in die Hand zu nehmen und zu lesen. Der Erdenkörper, die Erde ist das Samenbeet, und da hinein werden versenkt die geistigen Keime, damit sie sich umhüllen. Die reine Wahrheit hat dieser Baer gesagt im Beginne des 19. Jahrhunderts! Rudolf Steiner (1861–1925), Begründer der Anthroposophie, 1916.[29]
- Ein Evolutionist, (...) Selbstverständlich  war auch für ihn die Transmutation ein vollkommener natürlicher Prozeß, an dessen Existenz nicht zu zweifeln sei. (...) Ein inkonsequenter, aber praktizierender Atheist, der, wie allgemein bekannt, die Lehren der Kirche ablehnt. Boris Jewgenjewitsch Raikow (1880–1966), sowjetischer Wissenschaftshistoriker, 1968.[30]
- Yet von Baer had achieved more of the victory than modesty allowed him to state, for he had posited a general law of all biological development and, through it, thought he had glimpsed the essence of all development: the homogenous, coarsely structured, general, and potential develops into the heterochronous, finely built, special and determined. (...) This law of differentiation is the unifying theme of von Baer's entire work. Stephen Jay Gould (1941–2002), 1977[31]
- Der glänzendste Gegner der darwinistischen Orthodoxie. Stephen Jay Gould, 1984.[32]
- Ein ausdrücklich gegen den Evolutionsgedanken eingestellter Wissenschaftler. Ernst Mayr (1904–2005), Biologe[33]

## Nachleben

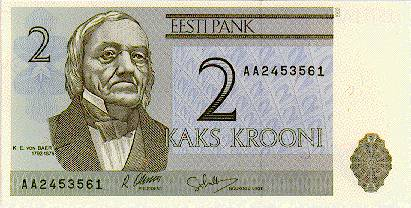
Karl Ernst von Baer auf der 2-Kronen-Banknote der Estnischen Zentralbank

In der Bundesrepublik Deutschland gibt es seit 1975 eine Karl Ernst von Baer Stiftung, welche wissenschaftliche Publikationen zum Baltikum unterstützt. Sie wurde aus der Carl-Schirren-Gesellschaft heraus gegründet.
Karl Ernst von Baer ist auf der Vorderseite des estnischen Zwei-Kronen-Scheins abgebildet.

## Werke

### Bücher
- Vorlesungen über Anthropologie für den Selbstunterricht. Erster Theil mit 11 Kupfertafeln in Queerfolio, Königsberg 1824. (mehr nicht erschienen)
- De ovi mammalium et hominis genesi, Leipzig 1827. doi:10.5962/bhl.title.68345 (hier gibt Baer seine Entdeckung des menschlichen Eies bekannt)
- Über Entwickelungsgeschichte der Thiere, 2 Bde. Königsberg, 1828/1837. (die epochemachende Arbeit zur vergleichenden Embryologie) doi:10.5962/bhl.title.6303
  - 1. Band als Digitalisat und Volltext im Deutschen Textarchiv.
  - 2. Band als Digitalisat und Volltext im Deutschen Textarchiv.
- Untersuchungen über die Entwickelungsgeschichte der Fische. Leipzig 1835. doi:10.5962/bhl.title.5773
- Kaspische Studien. 4 Teile. St. Petersburg 1855–1860. (Nachdruck: Saarbrücken 2006)
- (mit Rudolph Wagner): Bericht über die Zusammenkunft einiger Anthropologen im September 1861 in Göttingen zum Zwecke gemeinsamer Besprechungen. Leopold Voss, Leipzig 1861 Digitalisat
- Über das Aussterben der Thierarten in physiologischer und nicht physiologischer Hinsicht überhaupt. 1863 doi:10.5962/bhl.title.42322
- Studien aus dem Gebiete der Naturwissenschaften. Reden gehalten in wissenschaftlichen Versammlungen und kleinere Aufsätze vermischten Inhalts. 3 Bände Vieweg, St. Petersburg 1864–1876. (Nachdruck: Hildesheim, Zürich, New York 2003–2006) bzw. Braunschweig 1886 (Digitalisat) doi:10.5962/bhl.title.1791
- Nachrichten über Leben und Schriften des Herrn Geheimraths Dr. Karl Ernst von Baer, mitgetheilt von ihm selbst, als Privatdruck 1864, danach: Kaiserliche Akademie der Wissenschaften, St. Petersburg 1865, 1866 u. ö. (Nachdruck: Hannover-Döhren 1972) (Autobiographie Baers bis 1834, dem Jahr seines Umzugs nach St. Petersburg).
- Welche Auffassung der lebenden Natur ist die richtige? Berlin 1862.
- Entwicklung und Zielstrebigkeit in der Natur. Hrsg. von K. Boegner. Stuttgart 1983. (Enthält Reden Baers zum Teleologieproblem).

### Aufsätze (Auswahl)
- Über ein allgemeines Gesetz in der Gestaltung der Flussbetten. In: Kaspische Studien 1860, VIII, S. 1–6.
- On the Ground Ice or Frozen Soil of Siberia. In: The Journal of the Royal Geographical Society of London, 8: S. 210–213, 1838.
- Intelligence upon the frozen ground in Siberia. In: The Journal of the Royal Geographical Society of London, 8: S. 401–406, 1838.
- Ueber das Klima von Sitcha und den Russischen Besitzungen an der Nordwestküste von Amerika überhaupt, nebst einer Untersuchung der Frage, welche Gegenstände des Landbaues in diesen Gegenden gedeihen können. Bull. sci., 1839, 5, S. 129–141, 146–152.
- Crania selecta ex thesauris anthropologicis Acad. Imp. Petropolitanae. Cum tabulis lithograficis XVI. / Ueber Papuas und Alfuren In: Mémoires de l'Académie Impériale des Sciences de St.-Pétersbourg, VIme série, Bd. 19, 2. Teil, Bd. 8, 1859, S. 241–268 und 269–346 (lateinische Arbeit über Kraniologie mit deutschen Bemerkungen zur Evolution auch beim Menschen)
- Entwickelt sich die Larve der einfachen Ascidien in der ersten Zeit nach dem Typus der Wirbelthiere?. In: Mémoires de l'Académie de St.-Pétersbourg VII. série 1873, Bd. 8, S. 1–35.
- Zum Streit über den Darwinismus. In: Augsburger Allgemeine Zeitung 1873, Nr. 130, Beilage, S. 1986–1988.
- Peter des Grossen Verdienste um die Erweiterung der geographischen Kenntnisse. St. Petersburg 1872.
- Lebensgeschichte Cuvier’s. Braunschweig 1897.
- On the Genesis of the Ovum of Mammals and of Man. Introduction by Bernhard Cohen. In: Isis Bd. 47 (1956), S. 117–153 (englische Übersetzung von Baers Arbeit zur Ei-Entdeckung 1827).

### Reden (Auswahl)
- Das allgemeinste Gesetz der Natur in aller Entwickelung. Ein Vortrag. In: Reden und kleinere Aufsätze Bd. 1. St. Petersburg 1864 bzw. 2006, S. 35–74.
- Ueber das Verhältnis des preußischen Staats zur Entwickelungsgeschichte der Menschheit. Am 18. Januar 1834 in der Königlich Deutschen Gesellschaft vorgetragen. In: Historische und literärische Abhandlungen der königl. Deutschen Gesellschaft zu Königsberg, 3. Sammlung, Bd. 8, 1834, S. 229–247.
- Blicke auf die Entwickelung der Wissenschaft*. Vortrag in der öffentlichen Sitzung der Akademie der Wissenschaften zu St. Petersburg am 29. Dec. 1835. In: Reden und kleinere Aufsätze Bd. 1. St. Petersburg 1864 bzw. 2006, S. 75–160.
- Welche Auffassung der lebenden Natur ist die richtige? und Wie ist diese Auffassung auf die Entomologie anzuwenden? Zur Eröffnung der Russischen entomologischen Gesellschaft im Mai 1860 gesprochen. Separatdruck: Berlin 1862. (); außerdem in: Reden und kleinere Aufsätze Bd. 1. St. Petersburg 1864 bzw. 2006, S. 237–284 (Hier entfaltet Baer seine berühmte Kritik am Verzicht auf den Zweck- und Zielstrebigkeitsbegriff in den Naturwissenschaften)

### Briefwechsel
- Ein Briefwechsel zwischen Anders Adolf Retzius und Karl Ernst von Baer. Hrsg. von Benno Ottow (= Bidrag till Kungl, Vetenskapakademiens Historia. Bd. 3). Stockholm 1963.
- Perepiska Karla Bėra po problemam geografii. Publikacija perevod i primecanija T. A. Lukinoj. Leningrad 1970 (russisch)
- Письма Карла Бэра ученым Петербурга. Hrsg. von T. A. Lukina. Leningrad 1976. (Baer-Briefe überwiegend aus der St. Petersburger Zeit)
- Helmke Schierhorn: Der Briefwechsel zwischen Karl Ernst von Baer (1792–1876) und Johann Christian Gustav Lucae (1814–1885). In: Gegenbaurs morphologisches Jahrbuch. Bd. 123 (1977) 3, S. 353–386.
- Karl Ernst von Baer, Anton Dohrn: Correspondence, hg. von Christiane Groeben und Jane M. Oppenheimer. In: Transactions of the American Philosophical Society Bd. 83, Teil 3 (1993).
- Thomas Schmuck: Der Briefwechsel zwischen Alexander von Humboldt und Karl Ernst von Baer, in: HiN – Humboldt im Netz 24 (2012), S. 5–20 (uni-potsdam.de).
- Botanik und Leidenschaft. Der Briefwechsel zwischen Christian Gottfried Daniel Nees von Esenbeck, Elisabeth Nees von Esenbeck und Karl Ernst von Baer. Hg. von Ortrun Riha, Bastian Röther und Günther Höpfner. (Relationes Bd. 10). Aachen 2012.

### Biographien
- Boris Evgen'evič Raikov: Karl Ernst von Baer (1792–1876). Sein Leben und sein Werk. (= Acta historica Leopoldina; Nr. 5). J. A. Barth, Leipzig 1968. 516 S. (auf dem Studium der Primärquellen fußende Biographie Baers). (russ. 1961)

weitere
- Ludwig Stieda: Karl Ernst von Baer. Eine biographische Skizze. Braunschweig 1878 (erste Baer-Biographie, vom Verwalter des Baer-Nachlasses).
- Ludwig Stieda: Baer, Karl Ernst von. In: Allgemeine Deutsche Biographie (ADB). Band 46, Duncker & Humblot, Leipzig 1902, S. 207–212.
- Wilhelm Haacke: Karl Ernst von Baer. Leipzig 1905 (kurze Biographie).
- Gothaisches Genealogisches Taschenbuch der Adeligen Häuser 1937, B (Briefadel), Justus Perthes, Gotha 1936. Zugleich Adelsmatrikel der DAG.
- Goetz von Selle: Baer, Edler von Huthorn, Karl Ernst Ritter von. In: Neue Deutsche Biographie (NDB). Band 1, Duncker & Humblot, Berlin 1953, ISBN 3-428-00182-6, S. 524 (Digitalisat).
- T. Ilomets: Karl Ernst von Baer. Tallinn 1976 (estnisch, russisch, deutsch) (Bildband zum Leben Baers)
- Walter von Hueck, Friedrich Wilhelm Euler: Genealogisches Handbuch der Adeligen Häuser, B (Briefadel), Band XII, Band 64 der Gesamtreihe GHdA, C. A. Starke, Limburg (Lahn) 1977, ISBN 3-7980-0764-0.
- Karl Ernst von Baer, der Humboldt des Nordens. Ausstellungskatalog. Universität Gießen, Gießen 2002

### Nachrufe und Gedächtnisreden über Baer
- Leopold von Schrenck: Rede, gehalten am Grabe, von Akademiker Dr. v. Schrenck. In: Reden zum Gedächtnisse C. E. von Baer's, gehalten bei der Beerdigungsfeier in Dorpat. Dorpat 1876.
- Ray Lankester: Karl Ernst von Baer. In: The Academy Bd. 10, 1876, S. 608–609.
- Alexander Graf Keyserling: Gedächtnisrede auf Karl Ernst von Baer, gehalten am 18. Dez. 1876 in der literarischen Gesellschaft zu Reval. In: Aus baltischer Geisteswelt. Reden und Aufsätze. Bd. 1, Riga 1908, S. 3–17.
- Gustav Zaddach: Karl Ernst von Baer. Gedächtnisrede, gehalten in der außerordentlichen Sitzung der physicalisch-ökonomischen Gesellschaft am 16. Februar 1877. Königsberg 1877.
- Gregor von Helmersen: Karl Ernst von Baer's letzte Lebensstunden. In: St. Petersburger Zeitung, Nr. 151, 1877, S. 1–8.
- Karl Johann von Seidlitz: Gedenkvortrag für Karl Ernst von Baer, 25. November 1876. In: Sitzungsberichte der Naturforscher-Gesellschaft zu Dorpat, Bd. 4, 1878, S. 285–305.
- Georg Dragendorff: Gedenkansprache auf Baer. In: Sitzungsberichte der Naturforscher-Gesellschaft zu Dorpat (bzw. bei der Universität zu Jurjew), Bd. 4, 1878, S. 282–285.
  - dsb.: Lebensabriss Baers. Ebd. Bd. 10, 1895, S. 27–40.
- Emil Rosenberg: Festrede am Tage der Enthüllung des in Dorpat errichteten Denkmals für Karl Ernst von Baer in der Aula der Universität am 16. (28.) November 1886 gehalten. Dorpat 1886.

### Spezialthemen
- Georg Seidlitz: Baer und die Darwin'sche Theorie. In: Beiträge zur Descendenz-Theorie. Leipzig 1876, S. 37–170.
- Филипп В. Овсянников: Очерк деятельности К.М. Бэра и значение его трудов. St. Petersburg 1879 (russisch).
- Remigius Stölzle: Karl Ernst von Baer und seine Weltanschauung. Regensburg 1897 (Synthese von Baers Weltbild mit theistischer Schlagseite).
- Benno Ottow (Hrsg.): Karl Ernst von Baer: Über die Bildung des Eies der Säugetiere und des Menschen. Leipzig 1927.
- George Sarton: The discovery of the mammalian egg and the foundation of modern embryology. In: Isis Bd. 16 (1931), Nr. 2, S. 315–377 (mit einem Faksimile von Baers Originalarbeit von 1827).
- Theodor Arzt: Die Erforschungsgeschichte der Chorda dorsalis und die Entstehung des Chordaten-Begriffes im 19. Jahrhundert. In: Nova Acta Leopoldina N.F. (1955) Nr. 121, S. 361–409.
- Benno Ottow: K. E. von Baer als Kraniologe und die Anthropologen-Versammlung 1861 in Göttingen. In: Sudhoffs Archiv, Bd. 50 (1966), S. 43–68.
- Heinrich von Knorre: Die Entstehungsgeschichte von K. E. Baers „Sendschreiben“: De ovi mammalium et hominis genesi 1827 und vier Briefe Karl Ernst von Baers an Carl Asmund Rudolphi. In: Mitteilungen der deutschen Akademie der Naturforscher Leopoldina, Reihe 3, Bd. 17 (1973), S. 237–286.
- Heinrich von Knorre, Helmke Schierhorn: Karl Ernst von Baer (1792–1876). Eine ikonographische Studie. In: Acta historica Leopoldina, Nr. 9 (1975), S. 227–268 (versammelt alle Baer-Portraits).
- Ospovat, Dov (1976). The influence of Karl Ernst von Baer's embryology, 1828–1859. In: Journal of the History of Biology,  Bd. 9 (1976) Nr. 1, S. 1–28.
- Maie Valt: K. E. v. Baer ja darvinism. Etüüd arenguideede draamast bioloogias. Tallinn 1977. (estnisch)
- Hans Querner: Karl Ernst von Baer als Anthropologe. In: Peter Schröter (Hrsg.): 75 Jahre Anthropologische Sammlungen München. München 1977, S. 301–310.
- Roswitha Lienert: Karl Ernst von Baer und die Entdeckung des Säugetiereies. Medizinische Dissertation Würzburg 1978.
- Hans Querner: Karl Ernst von Baer und Thomas Henry Huxley. Unveröffentlichte Briefe aus den Jahren 1860–1868. In: Sudhoffs Archiv. Band 62, 1978, Nr. 1, S. 131–147.
- Erki Tammiksaar: Findbuch zum Nachlass Karl Ernst von Baer (1792–1876). (= Berichte und Arbeiten aus der Universitätsbibliothek und dem Universitätsarchiv Giessen; 50/1999). Universitätsbibliothek Gießen, Gießen 1999 (Digitalisat der Einleitung).
- Erki Tammiksaar: Der „Humboldt des Nordens“. Der Nachlass des Naturforschers Karl Ernst von Baer in der Universitätsbibliothek wird ausgewertet. In: Spiegel der Forschung. Band 17, 2000, Heft 2, S. 14–21 (Digitalisat).
- Erki Tammiksaar, Sabine Brauckmann: Karl Ernst von Baer's „Über Entwickelungsgeschichte der Thiere II“ and its unpublished drawings. In: History and Philosophy of the Life Sciences 26 (2004) 3–4, S. 291–308.
- Carola L. Gottzmann, Petra Hörner: Lexikon der deutschsprachigen Literatur des Baltikums und St. Petersburgs. De Gruyter, Berlin 2007, ISBN 978-3-11-019338-1, S. 161-157.
- Thomas Schmuck: Baltische Genesis. Die Grundlegung der Embryologie im 19. Jahrhundert. (= Relationes Bd. 2). Aachen 2009 (über Baer: S. 115–213).
- Erki Tammiksaar: New Aspects in Karl Ernst von Baer's World View Concerning Darwin's Hypothesis of Natural Selection. In: Э. И. Кольчинский, А. А. Федотова: Чарльз Дарвин и современная биология. Труды Международной научной конференции, Санкт-Петербург, 21–23 сентября 2009 г. St. Petersburg 2010, S. 561–566.
- Ortrun Riha, Thomas Schmuck: „Das allgemeinste Gesetz“. Karl Ernst von Baer (1792–1876) und die großen Diskurse des 19. Jahrhunderts. (= Relationes Bd. 5). Aachen 2011.
- Ortrun Riha, Thomas Schmuck: "...Diese unwürdige und selbstmörderische Richtung ..." – Eine Stimme aus Russland im Materialismus-Streit, in: Denkströme, Journal der Sächsischen Akademie der Wissenschaften Bd. 7, 2011, S. 238–250.
- Sabine Brauckmann: Karl Ernst von Baer (1792–1876) and evolution. In: International Journal of Developmental Biology Bd. 56 (2012), S. 653–660.